# ویلموویتسه (ناحیه هاولیتشکوف برود)
ویلموویتسه (به چکی: Vilémovice) یک منطقهٔ مسکونی در جمهوری چک است که در ناحیه هاولیتشکوف برود واقع شده‌است. ویلموویتسه ۳٫۸۴ کیلومتر مربع مساحت و ۲۲۰ نفر جمعیت دارد و ۴۳۰ متر بالاتر از سطح دریا واقع شده‌است.